# Umskiptar
Albums de Burzum
Fallen
(2011) Sôl austan, Mâni vestan
(2013)
Umskiptar (vieux norrois pour métamorphose) est le neuvième album du projet musical solo de black metal norvégien Burzum du musicien Varg Vikernes. Les paroles sont issues d'un poème scandinave : Völuspá.

## Liste des titres
| 1.    | Blóðstokkinn  | Soaked in Blood      | 1:16  |
| 2.    | Jóln          | Deities              | 5:51  |
| 3.    | Alfadanz      | Elven Dance          | 9:22  |
| 4.    | Hit helga Tré | The sacred Tree      | 6:51  |
| 5.    | Æra           | Honour               | 3:58  |
| 6.    | Heiðr         | Esteem               | 3:02  |
| 7.    | Valgaldr      | Song of the Fallen   | 8:03  |
| 8.    | Galgviðr      | Gallow Forest        | 7:16  |
| 9.    | Surtr Sunnan  | Black from the South | 4:14  |
| 10.   | Gullaldr      | Golden Age           | 10:20 |
| 11.   | Níðhöggr      | Attack from Below    | 5:00  |
| 65:13 |               |                      |       |

## Membres
- Varg Vikernes : chant, guitare, basse, synthétiseur, batterie, percussion et Production.
- Eirik Hundvin : mixage

## Illustration
- La pochette de cet album représente une œuvre du peintre norvégien Peter Nicolai Arbo.